# جشنواره هلند

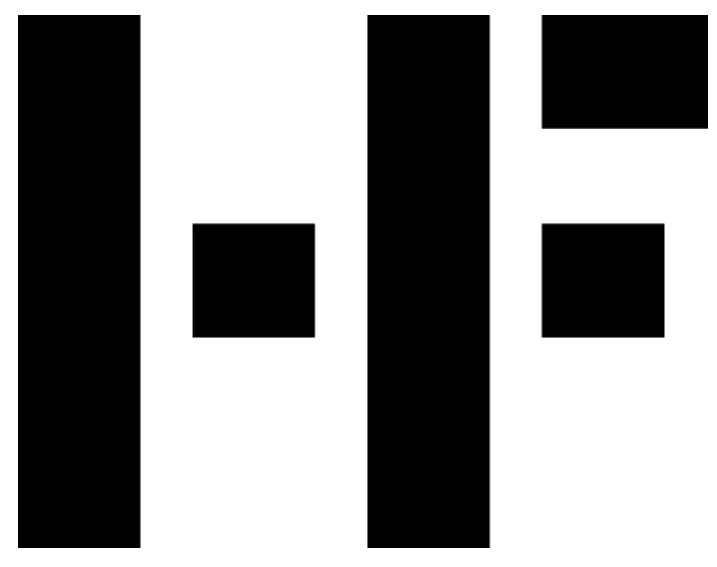
لوگوی جشنواره که در سال ۲۰۱۹ معرفی شد.

جشنوارهٔ هلند (به هلندی: Holland Festival، تلفظ در هلندی: [ˈɦɔlɑnt ˈfɛstivɑl]) قدیمی‌ترین و بزرگ‌ترین جشنوارهٔ هنرهای نمایشی در هلند است. جشنواره ژوئن هر سال در آمستردام برگزار می‌شود. جشنواره شامل تئاتر، موسیقی، اپرا و رقص مدرن است. در سال های اخیر، چندرسانه‌ای، هنرهای تجسمی، فیلم و معماری نیز به این جشنواره افزوده شده‌اند.
اجراها در سالن‌های آمستردام مانند تئاتر شهر، اپرا، تالار کنسرت و تالار موسیقی و محل کارخانهٔ وسترگاس انجام می‌شوند. برنامه هم آثار معاصر و هم قطعات کلاسیک را شامل می‌شود که با آثار مدرن تلفیق شده‌اند.

## تاریخ
این جشنواره نخستین بار سال ۱۹۴۷ برگزار شد و برخی از هنرمندان و اجراکنندگان برتر جهان و همچنین هنرمندان کمتر شناخته‌شده در آن حضور دارند. اولین نمایش جهانی قابل توجه این جشنواره از Helikopter-Streichquartett اثر کارل هاینز اشتوکهاوزن بود. این جشنواره ماریا کالاس را در هلند معرفی کرد و همچنین اولین جشنواره‌ای بود که به سمفونیک بزرگ فرانک زاپا به نام «200 Motels - The Suites»، در سال ۲۰۰۰ با موفقیت ادای احترام کرد (پس از تلاش‌های ناموفق برای اجرای خود زاپا در جشنوارهٔ سال ۱۹۸۱).

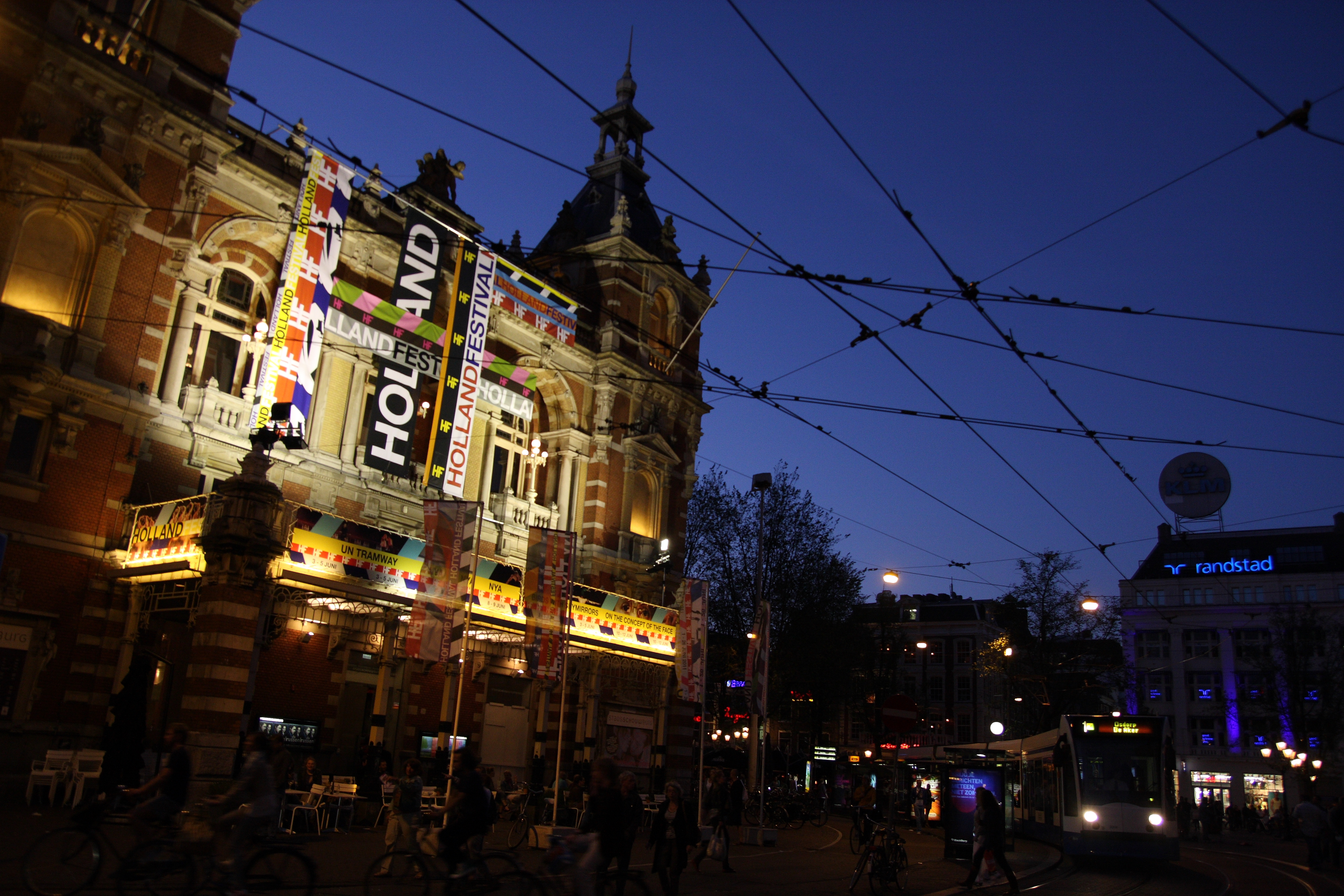
Stadsschouwburg با بنر جشنواره هلند در ۲۰۱۱

از سال ۲۰۰۵، این جشنواره شامل بخش‌های خارجی به نام‌های EarFuel ،EyeFuel و MindFuel شد و به مخاطبان تازه‌ای گسترش یافت، از جمله کنسرت های غیرغربی موفق مانند ادای احترام آمال ماهر ستارهٔ مصری به ام کلثوم در سال ۲۰۱۰.
پیر آئودی در سال‌های ۲۰۰۵ تا ۲۰۱۴ مدیر هنری جشنواره بود و پس از آن روث مکنزی جایگزین او شد.